# Seven Steps to Heaven
Seven Steps to Heaven — восьмий студійний альбом джазового музиканта Майлза Девіса, випущений у 1963 році, за каталожними номерами CL 2051 та CS 8851 у стерео. Запис здійснено на студії Columbia на 30-й вулиці в Мангеттені та на студії Columbia в Лос-Анджелесі, під час сесій, записаних у квітні 1963 року (в Лос-Анджелесі) та травні 1963 року (в Нью-Йорку). Він представляє Квінтет Майлза Девіса у перехідному періоді, а нью-йоркська сесія представила ритм-секцію у складі Гербі Генкока, Рона Картера і Тоні Вільямса, які стануть постійними акомпаніаторами Девіса протягом наступних п'яти років. Після виходу альбом став найуспішнішим у чарті поп-платівок Billboard до того моменту, досягнувши 62 місця.

## Передумови
Після незавершених сесій для Quiet Nights у 1962 році, Девіс повернувся до клубної роботи. Однак у 1962 році у нього виникла низка проблем зі здоров'ям, що зробило його концерти непослідовними; він пропускав концерти, що мало фінансові наслідки. Зіткнувшись зі зменшенням прибутків, наприкінці 1962 року весь гурт пішов, Генк Моблі розпочав сольну кар'єру, а ритм-секція у складі Вінтона Келлі, Пола Чемберса і Джиммі Кобба працювала разом. Особливо важким ударом став відхід Чемберса, який був єдиним, хто залишився зі складу оригінального складу гурту, що був сформований у 1955 році.
Маючи на меті виконати клубні дати, Девіс найняв кількох музикантів, щоб їх замінити: Френка Строзьєра на альт-саксофоні та Гарольда Маберна на піаніно, а на початку року до них приєдналися Джордж Коулман та Рон Картер. Для виступів на Західному узбережжі у березні Девіс додав барабанщика Френка Батлера, але коли настав час сесій, Девіс відмовився від Строзьєра та Маберна на користь піаніста Віктора Фельдмана. Маючи прибуткову кар'єру сесійного музиканта, Фельдман відхилив пропозицію Девіса приєднатися до гурту, і вони разом з Батлером лишилися в Каліфорнії. Повернувшись до Нью-Йорка, Девіс знайшов музикантів, які будуть з ним протягом наступних шести років, Гербі Генкока і Тоні Вільямса; разом з Картером і Коулманом був сформований новий Квінтет Майлза Девіса. Вільямс, якому тоді було лише 17 років, працював з Джекі Макліном, а Генкок вже записав хітовий сингл «Watermelon Man», записаний перкусіоністом Монґо Сантамарією.

## Музика
Зібрана група на квітневих сесіях закінчила матеріал, достатній для цілого альбому, але Девіс вирішив, що швидкісні номери неприйнятні, і перезаписав їх усі з новою групою під час травневих сесій у Нью-Йорку. Дві баладні мелодії, записані в Лос-Анджелесі, були старими — «Baby Won't You Please Come Home», написана в 1919 році і стала хітом для Бессі Сміт у 1923 році, а «Basin Street Blues» була представлена Луї Армстронгом у 1928 році. У жодній з них не грає Коулман; обидві є квартетним виконанням за участю Девіса і ритм-секції.
Серед швидких травневих номерів з Нью-Йорка — «Joshua» Фельдмана, який залишився у виконавському доробку Девіса до кінця десятиліття. Це останній студійний альбом Девіса зі стандартами, а не оригінальними творами гурту; вони зникли на той час, коли квінтет здійснив останню кадрову зміну — Вейн Шортер замінив Коулмана наприкінці 1964 року.
15 березня 2005 року лейбл Legacy Records перевидав альбом на компакт-диску з двома бонус-треками, записаними під час квітневих сесій у Лос-Анджелесі. «Summer Night» була раніше випущена на Quiet Nights, щоб довести цей альбом до прийнятного хронометражу.

## Track listing
| Сторона 1 | Сторона 1                   | Сторона 1                    | Сторона 1  |
| #         | Назва                       | Автор                        | Тривалість |
| --------- | --------------------------- | ---------------------------- | ---------- |
| 1.        | «Basin Street Blues»        | Спенсер Вільямс              | 10:29      |
| 2.        | «Seven Steps to Heaven»     | Віктор Фельдман, Майлз Девіс | 6:26       |
| 3.        | «I Fall in Love Too Easily» | Джуліус Стайн, Семмі Кан     | 6:46       |

| Сторона 2 | Сторона 2                         | Сторона 2                       | Сторона 2  |
| #         | Назва                             | Автор                           | Тривалість |
| --------- | --------------------------------- | ------------------------------- | ---------- |
| 4.        | «So Near, So Far»                 | Тоні Кромбі, Бенні Ґрін         | 6:59       |
| 5.        | «Baby Won't You Please Come Home» | Клеренс Вільямс, Чарльз Ворфілд | 8:28       |
| 6.        | «Joshua»                          | Віктор Фельдман                 | 7:00       |

- Перша і друга сторони були об'єднані як треки 1-6 на перевиданнях CD.

| Бонус-треки перевидання 2005 року | Бонус-треки перевидання 2005 року       | Бонус-треки перевидання 2005 року | Бонус-треки перевидання 2005 року |
| #                                 | Назва                                   | Автор                             | Тривалість                        |
| --------------------------------- | --------------------------------------- | --------------------------------- | --------------------------------- |
| 7.                                | «So Near, So Far» (alternative version) | Тоні Кромбі, Бенні Ґрін           | 5:11                              |
| 8.                                | «Summer Night»                          | Гаррі Воррен, Ел Дубін            | 6:02                              |

## Персоналії
Треки 1, 3, 5, 7 і 8 — записані у Голлівуді 16 та 17 квітня 1963
- Майлз Девіс — труба
- Джордж Коулман — тенор-саксофон
- Віктор Фельдман — піаніно
- Рон Картер — бас
- Френк Батлер — барабани

Треки 2, 4 і 6 — записані у Нью-Йорку 14 травня 1963
- Майлз Девіс — труба
- Джордж Коулман — тенор-саксофон
- Гербі Генкок — піаніно
- Рон Картер — бас
- Тоні Вільямс — барабани